# 莫莉·伦肖
莫莉·伦肖（英語：Molly Renshaw，1996年5月6日—）生于英格兰曼斯菲尔德，是一名英国女子游泳运动员，主攻蛙泳，曾就读于拉夫堡学院。2016年8月，她参加里约奥运，在女子200米蛙泳项目上获得第6名。同年年底，她在加拿大温莎进行的世界短池游泳锦标赛上获得女子200米蛙泳金牌。